# PCLAF
PCLAF (англ. PCNA clamp associated factor) – білок, який кодується однойменним геном, розташованим у людей на короткому плечі 15-ї хромосоми. Довжина поліпептидного ланцюга білка становить 111 амінокислот, а молекулярна маса — 11 986.
| 10         |  | 20         |  | 30         |  | 40         |  | 50         |
| ---------- |  | ---------- |  | ---------- |  | ---------- |  | ---------- |
| MVRTKADSVP |  | GTYRKVVAAR |  | APRKVLGSST |  | SATNSTSVSS |  | RKAENKYAGG |
| NPVCVRPTPK |  | WQKGIGEFFR |  | LSPKDSEKEN |  | QIPEEAGSSG |  | LGKAKRKACP |
| LQPDHTNDEK |  | E          |  |            |  |            |  |            |

A: Аланін

C: Цистеїн

D: Аспарагінова кислота

E: Глутамінова кислота

F: Фенілаланін

G: Гліцин

H: Гістидин

I: Ізолейцин

K: Лізин

L: Лейцин

M: Метіонін

N: Аспарагін

P: Пролін

Q: Глутамін

R: Аргінін

S: Серин

T: Треонін

V: Валін

W: Триптофан

Кодований геном білок за функцією належить до фосфопротеїнів. 
Задіяний у таких біологічних процесах, як пошкодження ДНК, репарація ДНК, ацетилювання, альтернативний сплайсинг. 
Локалізований у цитоплазмі, ядрі.